# ماثيو لامب
ماثيو لامب (19 يوليو 1996 في المملكة المتحدة - ) (بالإنجليزية: Matthew Lamb)‏ هو لاعب كريكت بريطاني. لعب مع نادي وارويكشاير للكريكيت ‏.

## وصلات خارجية
- ماثيو لامب على موقع إي آس بي آن كريك إنفو (الإنجليزية)